# Voyager (navegador)
Voyager es un navegador web para Commodore Amiga, también disponible para el sistema operativo MorphOS. Era desarrollado por la compañía Vaporware usando Magic User Interface —un sistema para el desarrollo de interfaces gráficas de usuario.

## Nombres
Hasta la versión 2.7 este navegador web se llamaba simplemente Voyager. A partir de su versión 2.7 del 27 de enero de 1997 cambió su nombre a Voyager-NG —NG significa Next Generation—. A partir de su versión 3.2.12beta del 4 de junio de 2000 pasó a llamarse V3.
También fue incluido en Amiga Technologies Surfer Pack —paquete de aplicaciones para Internet— con el nombre MindWalker.

## Versiones
La primera versión estable, Voyager 1.0, fue lanzada en el año 1996. La última versión estable fue Voyager 3.2 lanzada el 16 de abril de 2000. La última versión beta para MorphOS fue V3 3.3.125 lanzada el 23 de diciembre de 2002. La última versión beta para Amiga fue V3 3.3.126 lanzada el 27 de diciembre de 2002.